# 龍井社區眷村 (高雄)
龍井社區眷村，位於中華民國高雄市鼓山區龍井社區青泉街上，前身為日治時期高雄牧場。

## 簡介
龍井社區眷村位處柴山下方，當地人稱「牛奶館」，其前身為日治時期日本人經營的「高雄牧場」，並在此飼養乳牛生產牛奶，而且還利用當地湧泉渠道來保存鮮乳。戰後，牧場成為國民政府安置海軍眷戶的地方。

近幾年，原高雄牧場的海軍眷村有拆除的危機，幸好在當地人士的搶救之下，眷村能夠完整的保存下來。